# Валютний опціон
Валютний опціон — це контракт між покупцем і продавцем, що дає покупцеві право, але не зобов'язує, придбати певний об'єм валюти за наперед обумовленою ціною і протягом наперед встановленого терміну, незалежно від ринкової ціни валюти, і накладає на продавця зобов'язання передати покупцеві валюту протягом встановленого терміну, якщо і коли покупець побажає здійснити опційну операцію.